# Alain Girard
Alain Girard (13 de marzo de 1914 - 11 de enero de 1996) fue un sociólogo y demógrafo francés. Conocido sobre todo por sus trabajos sobre la elección de cónyuge o sobre las desigualdades escolares.

## Biografía
En 1946, fue contratado por Alfred Sauvy en el Instituto nacional de estudios demográficos, donde pasó años muy importantes de su carrera, en un puesto como adjunto de Jean Stoetzel y como responsable de la sección de psicosociología.
En 1964, fue nombrado profesor en la Sorbona, en la cátedra de demografía.

## Publicaciones
- Français et émigrés, París, 1953
- Développement économique et mobilité des travailleurs. París, 1956
- « Les tendances démographiques en France et les attitudes de la population », Population, Paris, 1960
- La Réussite sociale en France, París, 1961
- La Stratification sociale et la démocratisation de l'Enseignement, Paris, 1963
- Le Journal intime, París, 1963
- « Les diverses classes sociales devant l'Enseignement : mise au point générale des résultats », Population, Paris, 1965
- Le Choix du conjoint, París, 1974
  - Le Choix du conjoint. Une enquête psycho-sociologique en France, Armand Colin, coll. « Bibliothèque des classiques », 2012, 327 p., Présentation Wilfried Rault et Arnaud Régnier-Loilir, ISBN 978-2-200-27832-8.
- Alain Girard (1977). Les Immigrés du Maghreb : études sur l'adaptation en milieu urbain. INED.
- L'Homme et le nombre, París, 1986